# 美國鐵路分級

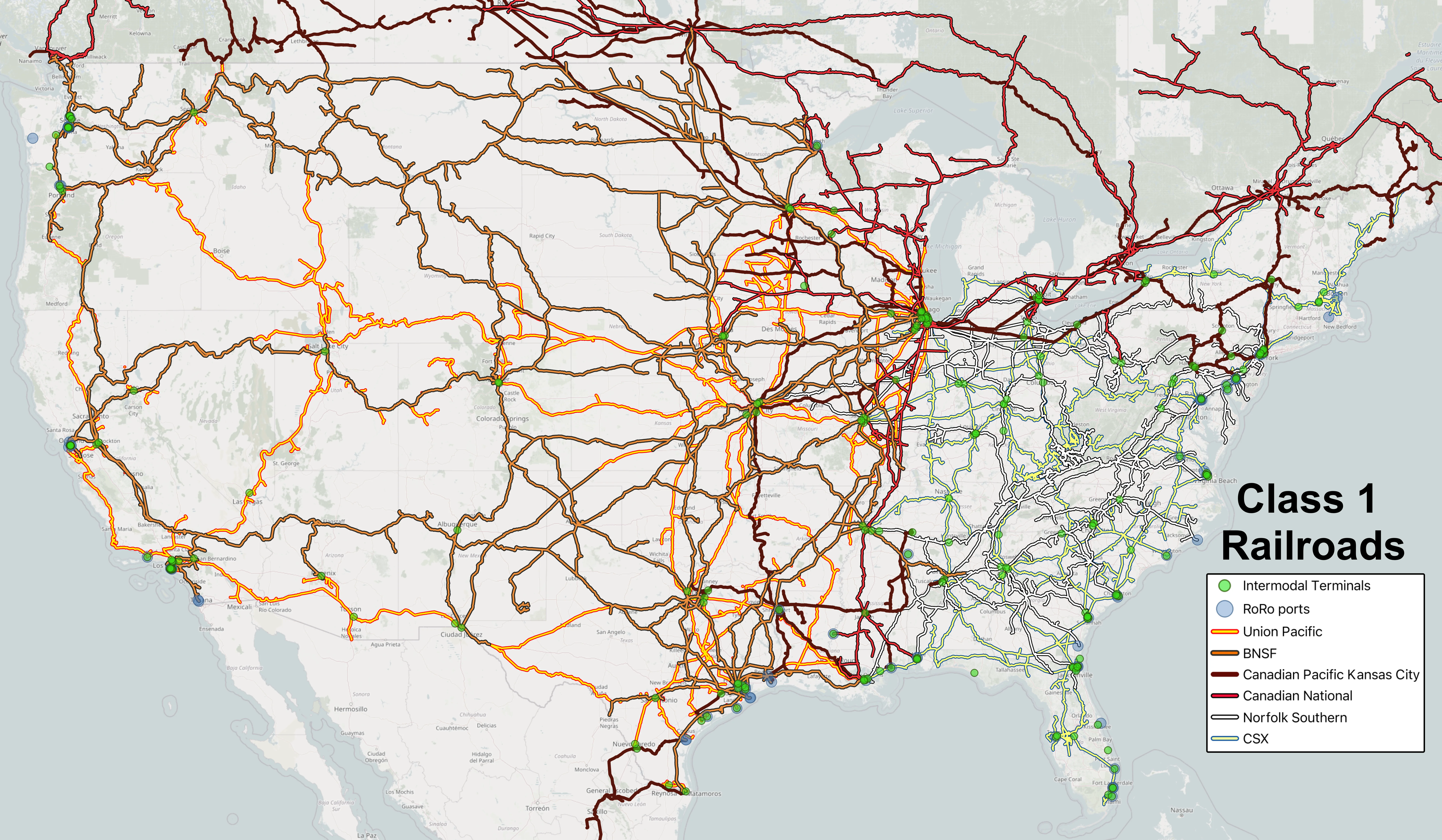
美国一级铁路网路线图及相连的多式联运港口

美国铁路系统采用铁路分级制度（英語：Railroad classes）来对货运铁路公司进行分类。这一制度由美国联邦机构美国地面运输委员会执行及监督，依据铁路公司的年度收入将其划分为一级（Class I）、二级（Class II）和三级（Class III）。该收入标准随着通货膨胀逐年调整，根据2023年修订的标准，一级铁路公司的年收入门槛为10.5亿，而二级铁路公司的年收入门槛为4,730万美元，低于这一标准的铁路公司则被归为三级。
美国目前有六家一级货运铁路公司，它们分别是BNSF铁路公司（BNSF Railway）、CSX运输公司（CSX Transportation）、加拿大国家铁路公司（Canadian National Railway）、加拿大太平洋堪萨斯城铁路公司（CPKC）、诺福克南方铁路公司（Norfolk Southern Railway）和联合太平洋铁路公司（Union Pacific Railroad）。其中，加拿大国家铁路公司同时在加拿大运营，而加拿大太平洋堪萨斯城铁路公司不仅在美国和加拿大运营，还延伸至墨西哥。此外，美国的国家铁路客运公司（Amtrak）如果按货运标准计算，也可归入一级铁路公司，同样的情况还适用于加拿大的維亞鐵路公司（Via Rail）。而墨西哥铁路（Ferromex）虽然符合一级货运铁路公司的标准，但其业务并未涉及美国境内。
与公路基础设施不同，美国的货运铁路系统由私人公司拥有和维护。这些铁路公司负责自身的基础设施投资和升级，且在主要交通方式中，铁路公司对基础设施的再投资比例最高之一，约占其收入的19%。每年，这些铁路公司在维护和扩展运力方面的投资接近250亿美元，以确保铁路系统的可持续运营和长期发展。

## 功能
美国铁路分级制度在铁路运输监管、基础设施投资以及行业发展中发挥着重要作用。通过将铁路公司划分为不同等级，该制度不仅有助于政府和行业管理者制定适当的监管措施，还影响着铁路公司在合并、资金获取和基础设施维护等方面的决策。此外，铁路分级制度还为客户、地方合作伙伴以及政府机构提供了清晰的行业定位，便于理解各类铁路公司的服务范围和营运能力。  
铁路公司的等级划分直接影响着监管要求。对于二级和三级铁路公司而言，它们的合并程序相对简单，所需达到的监管审批标准较低；而一级铁路公司由于规模庞大，涉及广泛的铁路网络，因此在并购时必须确保营运的兼容性，并可能需要向联邦铁路管理局（FRA）提交安全整合计划。此外，一级铁路公司须向地面运输委员会（STB）定期提交财务和营运数据，包括雇佣情况和交通统计数据，而地面运输委员会则据此发布就业报告、工资统计以及燃油附加费等行业报告。这些数据不仅用于监管，也为铁路行业的发展趋势提供了重要参考。  
在基础设施投资方面，铁路分级制度决定了铁路公司获得政府资金支持的可能性。美国的货运铁路系统由私人公司营运，铁路公司需自行承担基础设施的维护和升级成本。对于规模较小的二级和三级铁路公司，政府可能提供基础设施改进的税务抵免，或通过州或联邦拨款与公共合作伙伴共同投资。而一级铁路公司虽然通常依靠自身财力维持铁路网络，但如果其项目符合政府资助条件，也可通过合作伙伴参与政府资助计划。根据联邦铁路管理局的数据，一级铁路公司每年投资近250亿美元，以维持铁路网络并确保其运力充足，以适应不断增长的货运需求。  
铁路分级制度还起到了行业分类的作用，使各方更容易理解不同类型铁路公司的营运特点。二级和三级铁路公司通常被称为短线或区域铁路公司，它们在供应链中充当“第一英里”和“最后一英里”的角色，连接农村社区、港口以及大型一级铁路公司。这些铁路公司的网络长度通常较短，例如三级铁路公司的货运距离中位数仅为15英里。而一级铁路公司则营运着覆盖多个州的庞大网络，运力远远高于二级和三级铁路公司。此外，大部分一级铁路公司均为上市公司，在铁路行业的政策讨论和发展决策中具有更高的影响力。  

## 发展
美国铁路分级制度的历史可追溯至1911年，当时的州际商务委员会（ICC）依据铁路公司的年营业收入进行分类。当时，年收入达到至少100万美元的铁路公司被归为一级，而收入低于10万美元的被列为三级。1925年，美国共有174家一级铁路公司、282家二级铁路公司和348家三级铁路公司。然而，随着铁路行业的整合，一级铁路公司的数量逐渐减少，1956年该类别的门槛提高至300万美元，到1963年，全国一级铁路公司数量降至102家。1965年和1976年，门槛先后提高至500万、1000万美元。1978年，ICC再次调整标准，将一级门槛提高至5000万美元，仅剩41家铁路公司符合此标准。  
1979年，美国政府对铁路分类制度进行了一次特别调整，所有编组铁路和终端铁路均被重新指定为三级。到了1991年，由于蒙大拿铁路和威斯康辛中央等部分二级铁路公司担心被重新归类为一级而面临更高的监管成本，它们向ICC提出提高分类门槛的请求。最终，在1992年，ICC设定了新的分类标准：一级铁路公司的年收入需超过2.5亿美元，二级铁路公司收入在2000万至2.5亿美元之间，三级铁路公司则低于2000万美元。  
1996年，随着ICC的解散，美国地面运输委员会（STB）接管了铁路分级制度的管理职责，并继续沿用二级和三级分类，以便于执行不同的劳动法规。随着通货膨胀和铁路行业的变化，STB会定期调整分类门槛。目前，铁路行业组织如美国铁路协会（AAR）进一步将非一级铁路公司分为三类：区域铁路（Regional Railroads）、地方铁路（Local Railroads）以及编组和终端铁路（Switching and Terminal Railroads）。区域铁路通常营运至少350英里或年收入达到4000万美元以上，而地方铁路规模较小，但提供长途运输服务。编组和终端铁路主要负责铁路站场的编组作业或在路网终端提供服务。  

## 铁路分级

### 一级铁路

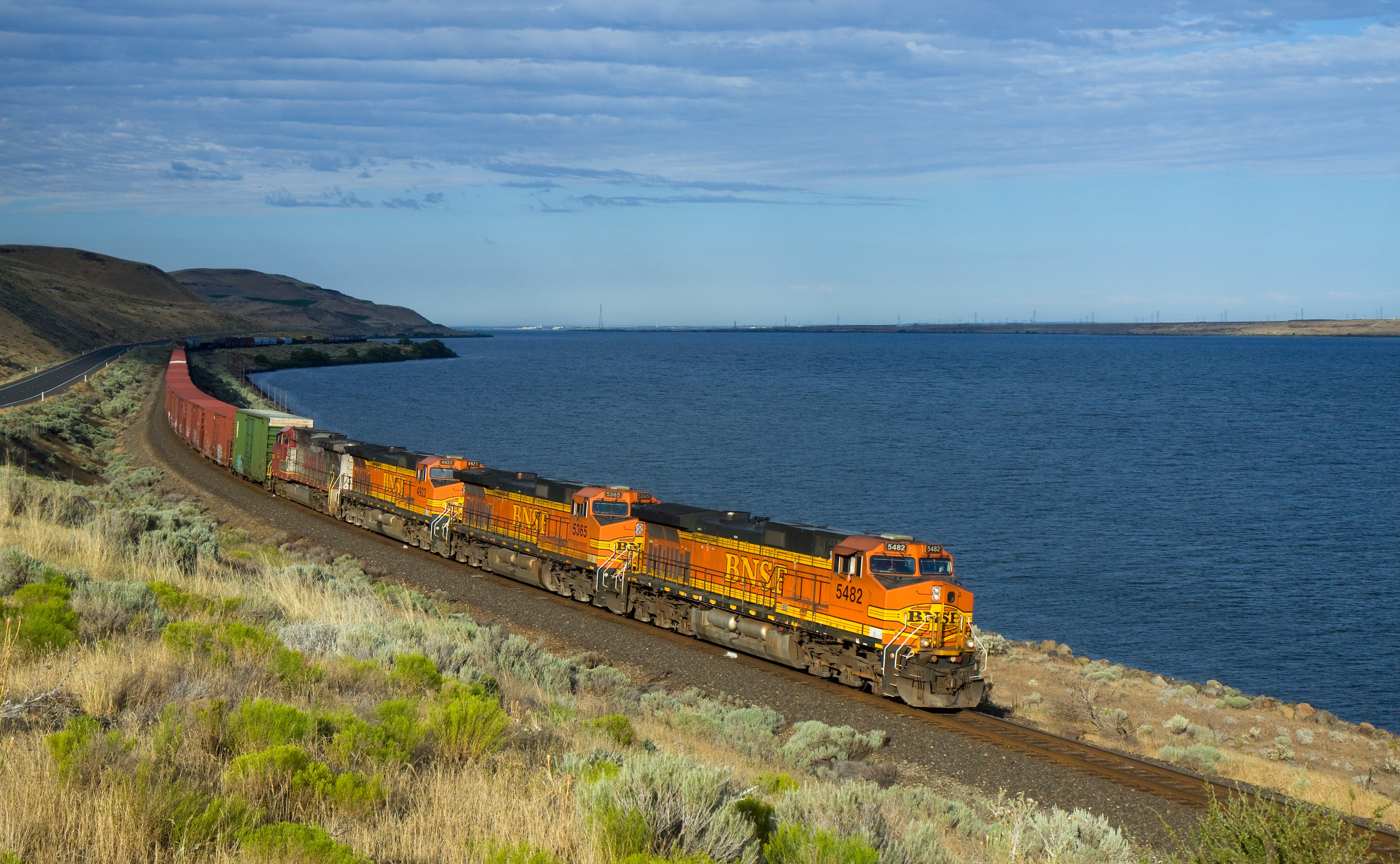
BNSF铁路的重载货物列车驶经哥伦比亚河

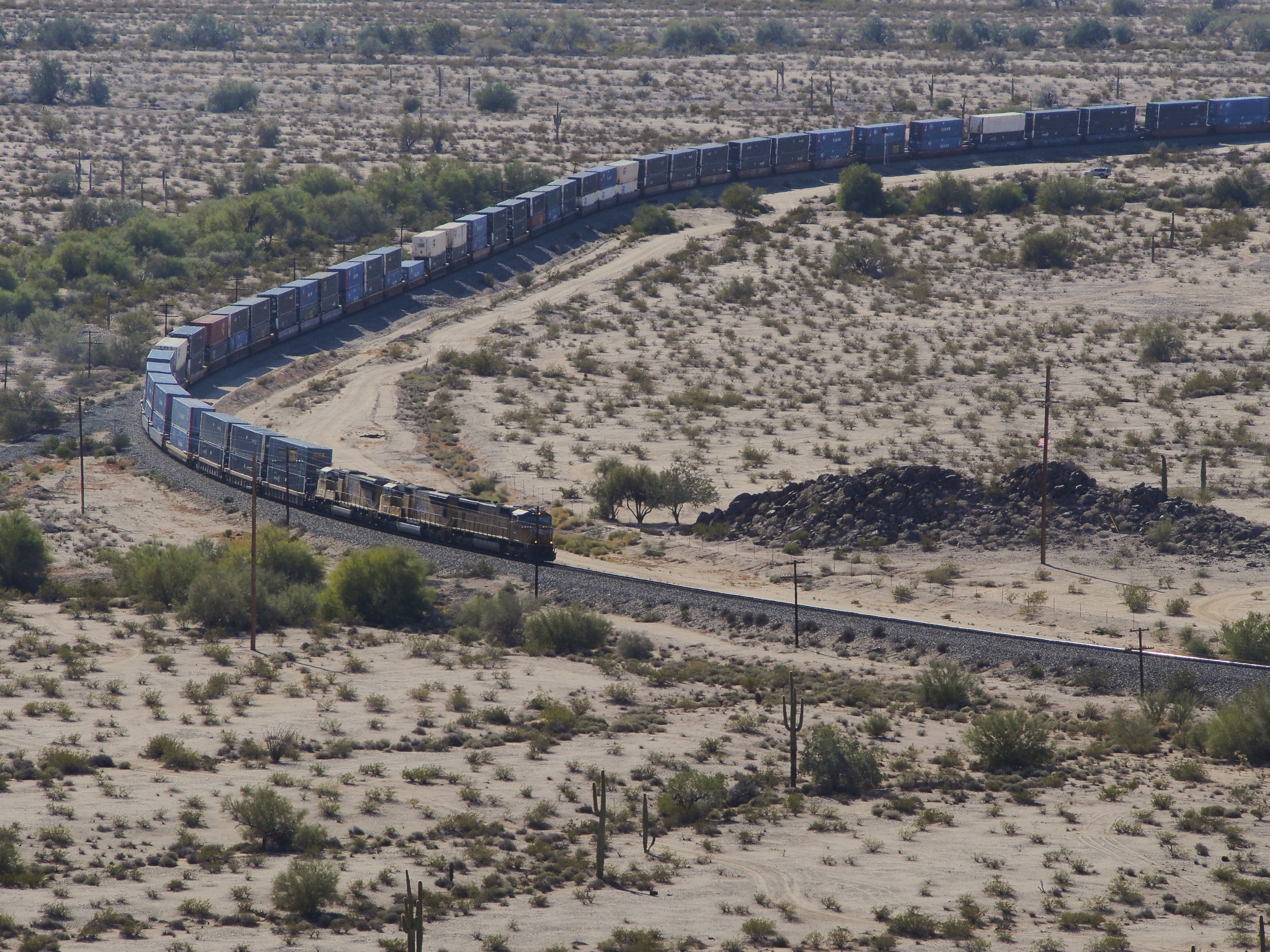
联合太平洋铁路的集装箱列车

美国的一级铁路公司是美国货运铁路行业的核心力量。它们是规模最大、收入最高、营运网络最广的铁路公司，在美国铁路系统中扮演着至关重要的角色。在1900年时，美国共有132家一级铁路公司，但随着行业整合、并购以及破产潮的影响，这一数量大幅减少。至2023年4月，仅剩六家一级铁路公司在美国和加拿大营运。作为行业的领导者，这六家铁路公司不仅拥有最庞大的铁路网和最高的年度营运收入，也配备了最先进的机车车辆和最多的员工，它们控制着全美70%的铁路线路里程，雇佣了铁路行业73%的劳动力，并贡献了超过79%的铁路货运收入。
这些大型铁路公司并非一蹴而就，而是经过一个多世纪的不断发展、并购和重组才形成今日的规模。美国最早的公共铁路公司巴爾的摩與俄亥俄鐵路奠定了一级铁路的发展基础。从19世纪至20世纪初，美国各地陆续建立了140多家铁路公司，为全国提供运输服务。第二次世界大战后，铁路行业经历了一系列的整合，许多公司因竞争压力、经营困难或政策变化而合并或破产，使得一级铁路公司的数量逐步缩减，最终形成了今天的六大巨头。
在地理分布上，一级铁路公司在美国各区域的市场格局已基本形成稳定的竞争格局。BNSF铁路和联合太平洋铁路在美国西部占据了货运铁路的双头垄断地位，而CSX运输公司和诺福克南方铁路则掌控了东部大部分铁路网，密西西比河成为它们大致的分界线。此外，加拿大国家铁路通过其子公司大干线公司在密西西比河附近营运南北向的货运铁路，而加拿大太平洋堪萨斯城铁路则从加拿大南部一路延伸至美国中部，最终抵达墨西哥中部。
如果以收入、轨道里程和员工数量来衡量，BNSF铁路是目前美国最大的一级铁路公司。其年收入高达239亿美元，拥有32,500英里的铁路网络，并雇佣了35,000名员工。紧随其后的是联合太平洋铁路，其年收入为241亿美元，线路长度达32,100英里，员工总数32,100人。CSX运输公司和诺福克南方铁路主要在美国东部营运，分别拥有20,000和21,200英里的铁路网络，年收入分别为147亿美元和122亿美元。加拿大国家铁路的业务横跨美国和加拿大，年收入达125亿美元，营运20,000英里铁路，员工数量约为24,000人。而加拿大太平洋堪萨斯城铁路是最新形成的一家一级铁路公司，由原加拿大太平洋铁路与堪萨斯城南方铁路于2023年合并而成，合并后的公司预计年收入为90亿美元，营运20,000英里的铁路，并雇佣约19,000名员工。
值得注意的是，加拿大太平洋堪萨斯城铁路的成立进一步缩小了一级铁路公司之间的规模差距。在合并之前，加拿大太平洋铁路的规模约为加拿大国家铁路的一半，而堪萨斯城南方铁路在六大公司中规模最小，年收入仅为27.5亿美元，铁路里程也只有4,000英里。然而，合并后，加拿大太平洋堪萨斯城铁路成为美洲唯一一家贯穿加拿大、美国和墨西哥的跨国铁路公司，为北美的跨境贸易提供了更加高效的运输方案。
除了货运铁路公司，美国和加拿大的国营铁路客运公司——美国的国家铁路客运公司（Amtrak）和加拿大的维亚铁路公司（Via Rail）如果以货运铁路的标准衡量，也都能达到一级铁路公司的级别。此外，墨西哥铁路公司（Ferromex）虽然符合一级铁路的收入标准，但由于其铁路网不涉及美国境内，因此未被归类为一级铁路公司。

### 二级铁路

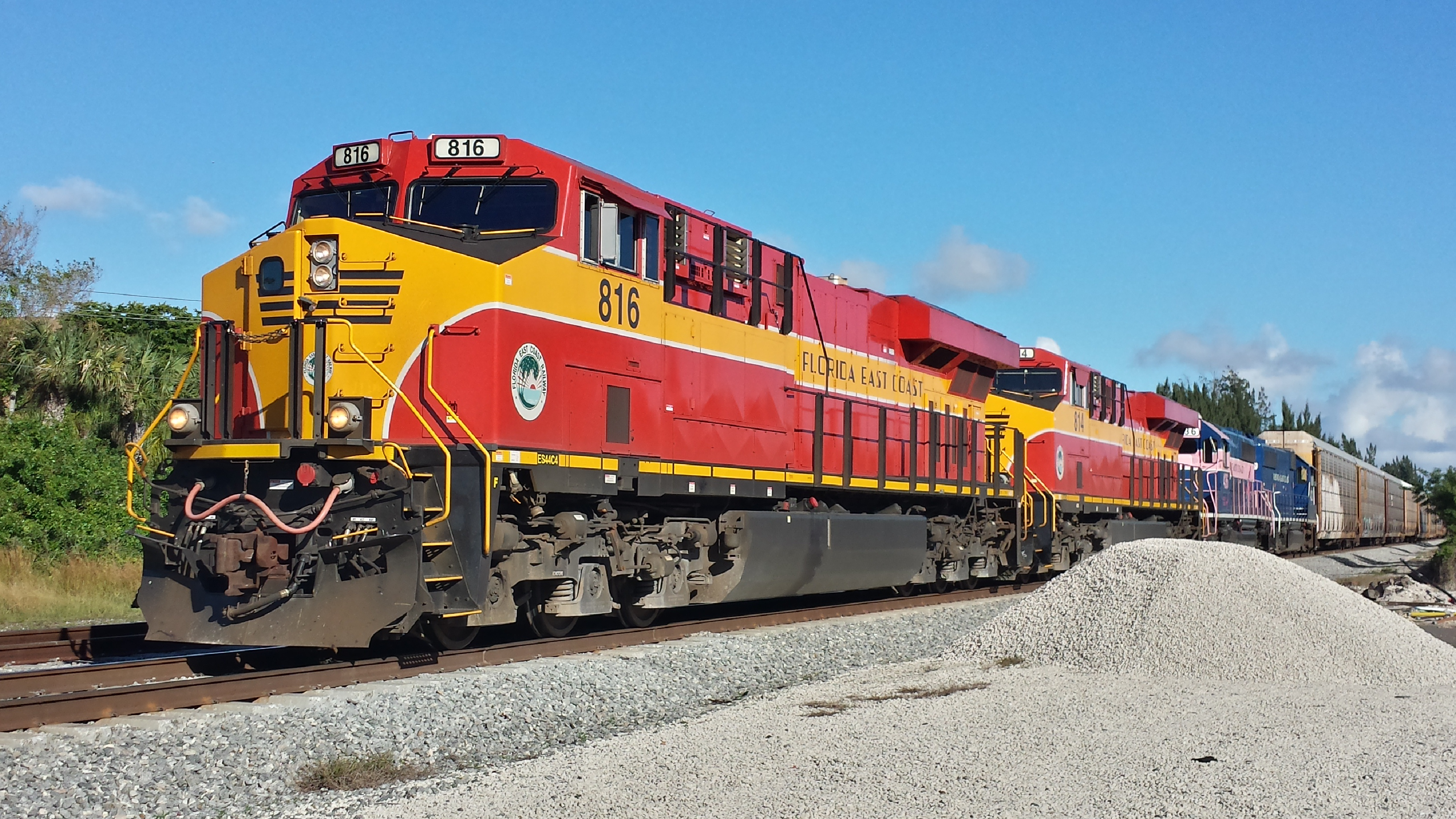
佛罗里达东海岸铁路的货物列车

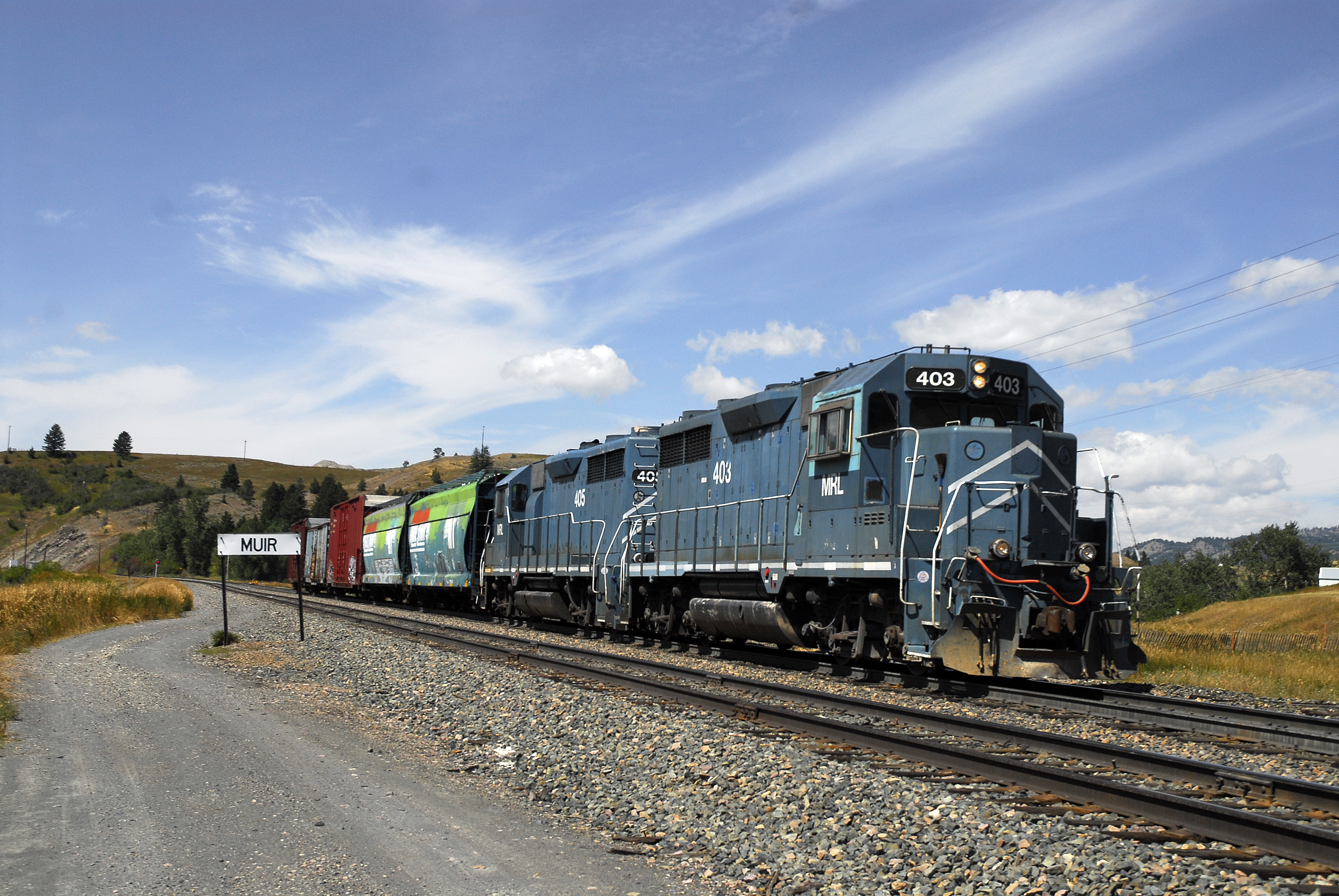
蒙大拿铁路的货物列车

与规模庞大的一级铁路公司相比，二级铁路公司在货运铁路行业中的营运收入较低，覆盖的铁路网络也较小。然而，它们在区域运输中扮演着重要的角色，承担着一级铁路无法覆盖的短途和中等距离运输任务，连接一级铁路系统与本地市场，确保货物流通的高效性。美国铁路协会通常将这些公司归类为“区域铁路”（Regional Railroads），它们主要提供区域性货运服务，并在美国东北部、东南部、中西部和西北部等地区发挥着重要作用。  
目前，美国大约有15家二级铁路公司仍在营运。这些公司有不同的所有制形式，一些是独立营运的铁路公司，另一些则隶属于更大的铁路集团，亦有部分是由州政府或地方机构持有及营运。这些铁路公司通常负责将本地企业的货物运送至一级铁路公司的枢纽，或者提供长距离但区域性的运输服务。它们的营运网络可能涉及数百英里的铁路，服务于多个州，但总体上仍远远小于一级铁路公司所覆盖的广阔范围。 许多现存的二级铁路公司拥有悠久的历史，它们的起源可以追溯到19世纪。在美国铁路发展的早期阶段，这些铁路公司曾经是一级铁路的一部分，甚至有些曾经被归类为一级铁路公司。然而，随着行业整合、技术进步和市场变化，一些铁路公司被并入更大的铁路系统，而另一些则因业务规模缩小、收入下降而降级为二级铁路公司。
在监管方面，二级铁路公司同样受到联邦铁路管理局的监管，必须遵守铁路安全法规。然而，由于资源和收入相对有限，它们往往无法像一级铁路公司那样参与更高成本的安全改进计划。这也意味着，虽然二级铁路公司在营运和合规方面需要遵守与一级铁路相同的基本标准，但它们在某些可选的行业安全项目中可能难以投入更多资金和资源。因此，许多二级铁路公司选择加入美国短线和区域铁路协会（ASLRRA），这一行业组织为会员铁路提供行业培训、政策更新和营运支持，以协助它们适应市场变化及满足监管要求。  
在现存的二级铁路公司中，一些较为知名的包括佛罗里达东海岸铁路、爱荷华州际铁路和阿拉巴马及海湾沿海铁路。此外，还有阿拉斯加铁路、纽约、萨斯奎汉纳和西部铁路以及蒙大拿铁路。这些铁路公司通常在特定区域内营运，有的专注于连接主要港口与内陆市场，有的则提供跨州货运服务，以支持当地产业的供应链需求。  

### 三级铁路

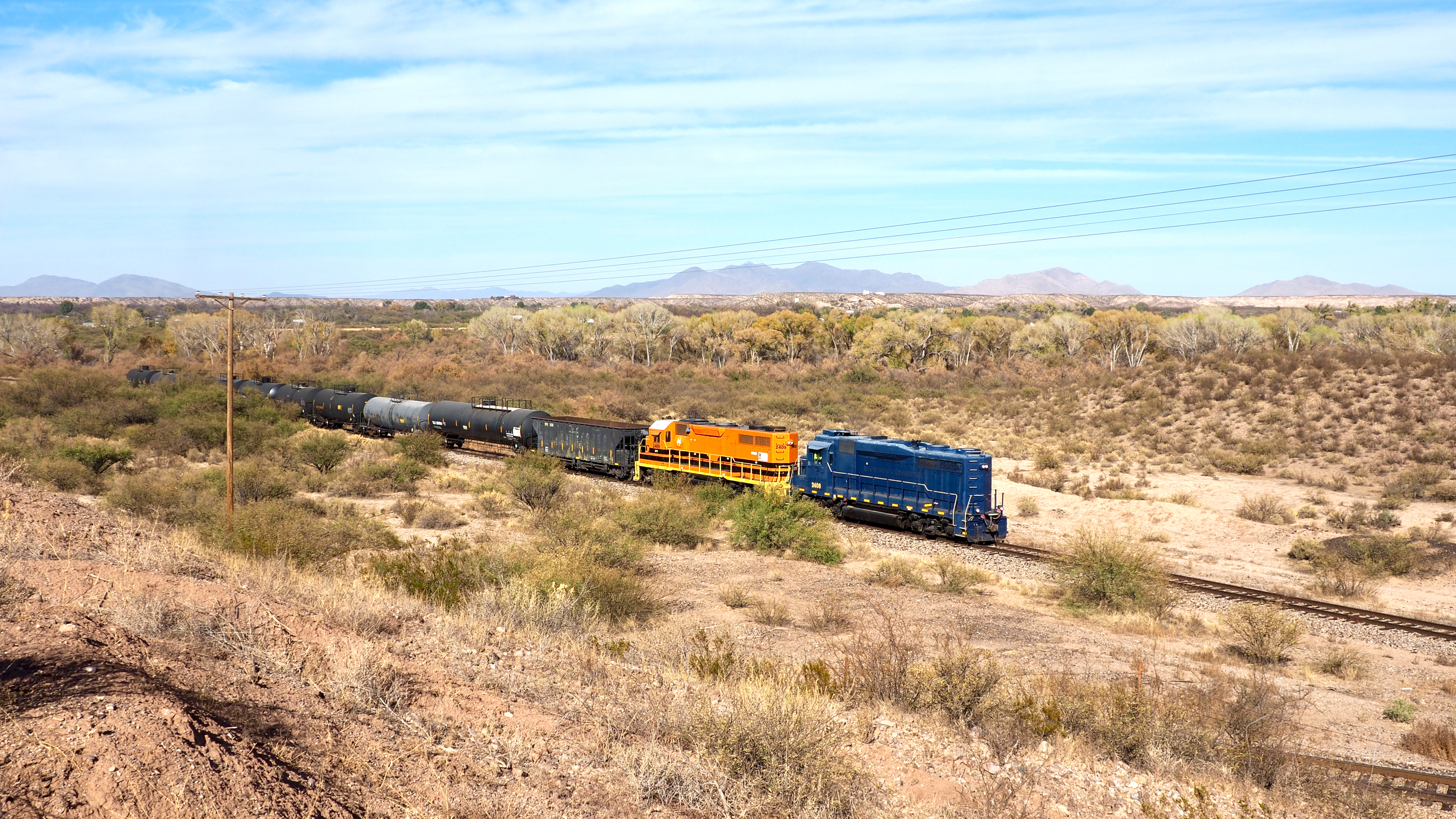
圣佩德罗谷铁路的货物列车

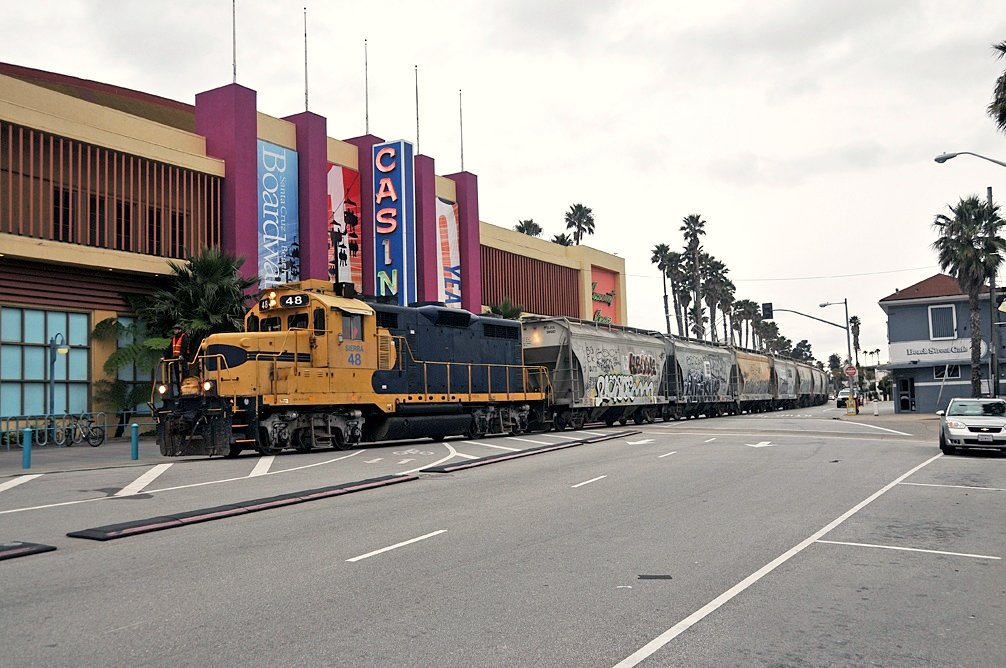
塞拉北方铁路的货物列车

美国的三级铁路公司是全国铁路系统中规模最小但数量最多的一类铁路企业。它们通常被称为短线铁路（Shortline Railroads），主要服务于城镇和工业区，或负责将货运列车从其他铁路公司转运至更大的铁路网络。这些铁路公司大多由更大的铁路公司剥离出来，曾经是大型铁路的支线，甚至是废弃的主干线的一部分。目前，美国有近500家三级铁路公司在营运，使其成为铁路行业中参与者最多的类别。它们的营运收入通常不超过3100万美元，并且线路长度有限，有些甚至仅有一英里或更少，但它们却占了全国短线和区域铁路里程的71%，在铁路货运的“最后一英里”服务中发挥着重要作用。美国铁路协会（AAR）将三级铁路公司进一步划分为两个子类别。第一类是地方铁路（Local Railroads），它们的营运方式与二级铁路相似，但因年收入或线路长度未达到二级铁路的标准，因此被归类为三级铁路。第二类是编组和终端铁路（Switching and Terminal Railroads），这些铁路通常由两家或更多的大型铁路公司共同持有，专门用于在不同铁路公司之间转运货物，或者仅在特定设施内营运，例如港口、工业园区或军事基地。  
整个短线铁路系统营运着47,500英里的铁路，占全美铁路货运网络的29%，为制造业、农业和其他行业提供物流服务。对许多农村地区和小城镇来说，这些铁路是企业连接全国运输系统的主要方式，帮助当地企业维持营运并创造就业机会。 大多数三级铁路公司符合小型企业的定义。平均而言，每家三级铁路公司雇佣少于30名员工，拥有约79英里的铁路，年收入通常不超过770万美元。这些铁路的许多业务是通过购买或租赁大型铁路公司处于亏损边缘或正在亏损的路线而创建。这种商业模式不仅保留了铁路服务、避免了大量铁路路线的废弃，同时维持了当地的经济和就业。
尽管三级铁路公司规模小，但它们以高水平的客户服务著称。为了保持竞争力和生存，这些铁路必须确保准时交付，甚至尽可能提前完成运输任务，同时提供更具竞争力的运费。由于许多三级铁路公司的客户数量极少，可能只有一到两家主要客户，它们无法承受失去任何客户的风险，因此更加注重客户关系和服务质素。此外，许多三级铁路公司还属于更大的铁路控股集团，如杰纳西及怀俄明公司（Genesee & Wyoming）、沃特科（Watco）和OmniTRAX，这些公司通过投资和管理多个短线铁路公司，增强了它们在行业中的稳定性和竞争力。  
一些著名的三级铁路公司包括，在中大西洋地区营运的马里兰和特拉华铁路；在加利福尼亚州营运的圣佩德罗谷铁路；以及服务于弗吉尼亚州的白金汉支线铁路。此外，还有位于佛罗里达州的NASA铁路，服务肯尼迪航天中心和卡纳维拉尔角太空军基地。